# Posada de los Comuneros
La posada de los Comuneros o posada del Común de la Tierra (también conocida como Casa de la Plaza del Baño) es una mansión señorial del siglo XVIII situada en Molina de Aragón (Guadalajara, España).
Fue el lugar de residencia de los Diputados y oficiales del Común de la Tierra desplazados durante su mandato a Molina. Es un edificio de cuatro plantas con portada de arco de medio punto. Los huecos de la fachada principal se disponen en dos balcones en la primera planta y tres con peto corrido en la segunda. La fachada muestra la sillería hasta el forjado de la primera planta y en el resto se encuentra revocada en yeso y pintada de color amarillo.